# Malonat-CoA-Ligase
In der Enzymologie ist eine Malonat-CoA-Ligase (EC 6.2.1.76), auch Malonyl-CoA-Synthetase oder Malonat:CoA-Ligase (AMP-bildend) genannt, ein Enzym, das folgende chemische Reaktion katalysiert:
ATP + Malonat + CoA {\displaystyle \rightleftharpoons } AMP + Diphosphat + Malonyl-CoA
Die 3 Substrate dieses Enzyms sind ATP, Malonat und CoA, während seine 3 Produkte AMP, Diphosphat und Malonyl-CoA sind.
Dieses Enzym gehört zur Klasse der Ligasen, insbesondere derjenigen, die Kohlenstoff-Schwefel-Bindungen wie Säure-Thiol-Ligasen bilden, oder noch genauer eingeordnet zur Familie der Acyl-CoA-Synthetasen. Das Enzym ist am mitochondrialen Fettsäuresynthesestoffwechsel beteiligt.

## Beispiele
Folgende Enzyme mit Malonyl-CoA-Synthetase-Aktivität sind bekannt:

### Acyl-CoA-Synthetase-Familienmitglied 3 (ACSF3)
Die einzige bekannte Malonyl-CoA-Synthetase bei Säugetieren ist das mitochondriale Enzym Acyl-CoA-Synthetase-Familienmitglied 3 (ACSF3), das eine hohe Spezifität für Malonat und Methylmalonat aufweist. ACSF3 wird für die Entgiftung von intramitochondrialem Malonat benötigt, da Malonat ein starker Inhibitor der mitochondrialen Atmung ist, durch seine kompetitive Hemmung der Succinatdehydrogenase – eines Bestandteils des Citratzyklus und der Komplex II der Atmungskette. Das entstehende Malonyl-CoA wird (neben der Bildung durch eine mitochondriale Isoform der Acetyl-CoA-Carboxylase 1) als eine der Quellen für mitochondriales Malonyl-CoA angesehen, das als Vorstufe für die mitochondriale Fettsäuresynthese benötigt wird. Des Weiteren wird ACSF3 für die Malonylierung mitochondrialer Proteine benötigt.

### Acyl-aktivierendes Enzym 13 (AAE13)
Auch bei Pflanzen, genauer gesagt bei Arabidopsis thaliana, gibt es eine Malonyl-CoA-Synthetase, das Acyl-aktivierende Enzym 13 (AAE13). Malonyl-CoA wird als Substrat in Acylierungs- und Kondensationsreaktionen benötigt. AAE13 ist sowohl im Cytosol als auch in den Mitochondrien lokalisiert, wobei die cytosolische Isoform nicht essentiell ist, da cytosolisches Malonyl-CoA ausreichend von der cytosolischen Acetyl-CoA-Carboxylase bereitgestellt wird. Dagegen ist die mitochondriale Isoform essentiell für das Pflanzenwachstum.

## Klinische Relevanz
Bei der angeborenen Stoffwechselstörung der kombinierten Malon- und Methylmalonazidurie (CMAMMA) ist die Malonyl-CoA-Synthetase, ACSF3, gestört, was zu einer Anhäufung der Metaboliten Malonat und Methylmalonat führt.